# Castell de Paretstortes
El Castell de Paretstortes és un castell medieval d'estil romànic dels segles xi i xii situat en el poble de Paretstortes, del terme comunal del mateix nom, a la comarca del Rosselló (Catalunya del Nord).
Està situat al bell mig del poble de Paretstortes, en el seu punt més alt, al costat nord-est de l'església parroquial de Sant Joan Evangelista. En el seu interior, al costat nord, hi ha l'antiga església parroquial del poble.

## Història
La forma Paredstortes ja apareix documentada el 925, dins de les confrontacions del terme de Baixàs. Al segle xi consta una senyoria local, atestada en la persona de Berenguer Isarn de Parestortes el 1086. La seva vídua, Estefania, i els seus fills Berenguer, Bernat, Dalmau i Guillem en són continuadors, així com els seus descendents, fins al 1418, quan mor Anna de Parestortes, muller d'un d'Oms i de Perapetusa.
El castell és documentat des del 1267, tot i que un document del 1224 deixa entreveure la seva existència.

## L'edifici
Originàriament era una fortificació dels segles XII-XIII, però ha sofert moltes modificacions posteriors, que en alguns llocs fan difícil què és de l'edifici original i què és afegit. Hi fou incorporada el segle xviii la primitiva església parroquial del poble, dedicada a sant Joan Evangelista, igual que l'església actual, dedicada al mateix sant, situada a l'angle sud-oest del castell.
El castell originalment ocupava uns 750 m². El seu costat nord és actualment ocupat per l'església esmentada, i el sud, per edificis agrícoles envoltats per un pany de la muralla del castell; aquestes construccions contemporànies foren el motiu de les excavacions del 2011. A més, el seu sector oest va veure aparèixer, el segle xviii l'església nova de sant Joan Evangelista. Hi havia un fossar, retrobat reomplert a les excavacions arqueològiques esmentades, d'una amplada de 7,5 m. Possiblement ja a la Baixa Edat Mitjana, entre els segles xi i xii ja devia ser en curs de ser tapat.